# Фашина
Фаши́на (нім. Faschine, від лат. fascis — «жмут пруття», «фасція») — зв'язка лози, хмизу або очерету циліндричної форми для укріплювання насипів, гребель, доріг, трас та ін., також застосовується як утеплювач. Фашини скручуються зазвичай прутами (гужвою) або дротом.
Фашини використовуються у військовій справі, ефективний засіб для пересування військ по важкопрохідній місцевості. Фашини інколи використовуються для укріплення м'якого ґрунту під артилерією, це забезпечує стійкість артилерії під час стрільби і відсутність її загрузання в ґрунті. Особливо це стосується артилерії великих калібрів. У минулому фашини застосовувалися в фортифікації для заповнення ровів при штурмі фортець. Також фашини застосовується в сільському господарстві як утеплювач парників і теплиць.

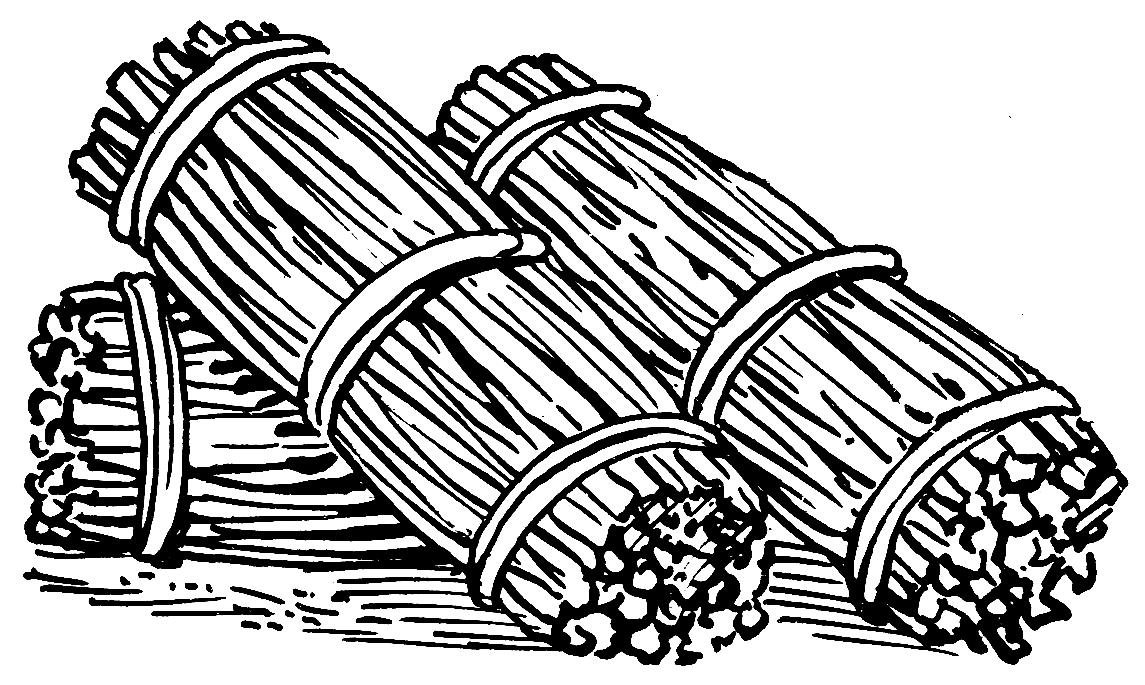
Фашини.

Перевагами фашин у порівнянні з іншими матеріалами для аналогічних цілей є їх дешевизна і легкість виготовлення. Всі необхідні матеріали для їх виготовлення легко роздобути, а їх виготовлення займає мінімум часу. Водночас важливою перевагою фашин у порівнянні з іншими матеріалами є їх мала вага, що дозволяє фашини невеликих розмірів переміщати вручну.
Виділяють легкі і важкі фашини. Інколи у важкі фашини додатково кладуть камені і щебінь, у довжину вони можуть досягати 10 м, у діаметрі — 1,3 м. Фашини не відрізняються довговічністю і зазвичай згнивають за кілька років, хоча при правильному зберіганні цей термін їх використання збільшується.